# Suphanburi Provincial Stadium
Das Suphanburi Provincial Stadium (Thai: สนามกีฬากลางจังหวัดสุพรรณบุรี), auch bekannt als Suphan Buri World War II Stadium (Thai สนามกีฬาสงครามโลกครั้งที่ 2 จังหวัดสุพรรณบุรี) ist ein Fußballstadion mit Leichtathletikanlage in der thailändischen Stadt Suphanburi, Hauptstadt der gleichnamigen Provinz. Es ist die Heimspielstätte des Fußballvereins Suphanburi FC. 

## Geschichte
Die von 1945 bis 1946 erbaute Anlage hat heute ein Fassungsvermögen von 15.072 Zuschauern. Das Suphanburi Provincial Stadium, um den Ansprüchen der AFC zu entsprechen, ist komplett mit Sitzplätzen ausgestattet. Vor dem Umbau hatte es ein Fassungsvermögen von 25.000 Zuschauern.
Bisher fand ein Spiel der thailändischen Fußballnationalmannschaft in der Sportstätte statt. Am 14. Oktober 2018 trug man ein Freundschaftsspiel gegen Trinidad und Tobago aus, dass man mit 1:0 (Torschütze: Thitipan Puangchan) vor 17.000 Zuschauern gewinnen konnte.